# Sandmusling
Sandmuslingen (Mya arenaria) er en saltvandsmusling, der er vidt udbredt på den nordlige halvkugle. Den findes typisk på lavt vand og lever nedgravet i ned til 30 centimeters dybde i havbunden. I Nordamerika fiskes sandmuslingen kommercielt.
De op til 15 centimeter, aflange og bagtil gabende skaller er uden hængseltænder. Til gengæld har muslingen en såkaldt båndplade i venstreskallen. Skallerne er hvidlige med en mørkere periostracum.
Sandmuslingen er kommet til Danmark og Europa fra Nordamerika med vikingerne..

## Levevis
Sandmuslingen lever dybt nedgravet i bunden, tit på så lavt vand, at bunden er tørlagt ved lavvande. Muslingen har et langt todelt ånderør. Det ene rør er til indstrømmende vand, det andet til udstrømmende vand. På den måde får muslingen friskt iltrigt vand hen over sine gæller. Sandmuslingen lever af planktonorganismer, som den filtrerer fra vandet. På enden af ånderøret sidder nogle sanseceller, som kan opfatte lys. Hvis en skygge fra f.eks. en fjende bevæger sig hen over muslingen, kan den trække sit ånderør til sig.
Blandt dens naturlige fjender er strandskaden og strandkrabben.
- Sandmusling.
- Sandmusling.